# Дєрдь Лазар
Дєрдь Лазар (угор. Lázár György; 15 вересня 1924, Ішасег, Угорщина — 2 жовтня 2014, Будапешт) — угорський державний діяч, голова Ради міністрів Угорської Народної Республіки (15 травня 1975 — 25 червня 1987).

## Біографія
Народився в сім'ї робітників. У 1942 закінчив державне промислове училище, потім був креслярем на одному з підприємств Будапешта.
У 1945вступив до Угорської комуністичної партії.
- 1948-1970 — В Держплані УНР (начальник відділу, управління, заступник голови Держплану);
- 1970 — обраний до ЦК УСРП;
- 1970-1973 — Міністр праці;
- 1973-1975 — заступник голови Ради міністрів, голова Держплану і представник країни в Раді економічної взаємодопомоги;
- 1975-1987 — Голова Ради міністрів УНР;
- 1987-1988 — Заступник генерального секретаря УСРП;

На XI з'їзді УСРП в березні 1975 став членом Політбюро ЦК УСРП.
З 1988 — на пенсії.